# جيرارد فان سباندونك
جيرارد فان سباندونك (بالهولندية: Gerard van Spaendonck) (22 مارس/آذار 1746 - 11 مايو/أيار 1822)، رسام هولندي.

## حياته
ولد جيرارد في مدينة تيلبورخ في جنوب هولندا، وهو الشقيق الأكبر للرسام الهولندي كورنيليس فان سباندونك (1756-1840)، والذي كان أيضا فنانا معروفا. في الستينات من القرن العشرين، درس مع الرسام الزخرفي فيليم جاكوب هيرينز (المعروف أيضا باسم غيوم جاكهيرينز) (1743-1827)، في أنتويرب، بلجيكيا. في عام 1769 انتقل إلى باريس، حيث عُيِّن في عام 1774 رساما «للبورتريه المصغر» في محكمة لويس السابع عشر. وفي عام 1780 خلف الرسامة الفرنسية مادلين فرانسواز باسيبورت (1701-1780) كأستاذ في الرسم النباتي في صحيفة جاردين ديس بلانتس، وبعد فترة وجيزة تم انتخابه عضواً في أكاديمية الفنون الجميلة بفرنسا. وفي عام 2004، أُنتُخِب رئيسا لها. وكان من بين تلاميذه بيير - جوزيف ريديتي وهنرييت فنسنت.
رسم جيرارد فان سبايندونك بالزيت والألوان المائية. وساهم بأكثر من خمسين عملا في “لي فيلان دي روا"، وهي مجموعة مشهورة من لوحات الألوان المائية النباتية التي تمتلكها المملكة الفرنسية آنذاك. ومن عام 1799 إلى عام 1801، نشر أربعة وعشرين لوحة ضمن مجموعة "فلور ديسيني دابري ناتور " وتعني "ورود وأزهار مرسومة من وحي الطبيعة"، والتي كانت عبارة عن أشرطة عالية الجودة لطلاب الرسم النباتي. واليوم، أصبح "فلور ديسيني دابري ناتور" لسباندونك، كتابا ثمينا للغاية عن الفن النباتي.
عُيِّن في عام 1788 مستشارا لأكاديمية الفنون الجميلة الفرنسية، وفي عام 1795 أصبح عضوا مؤسسا لمعهد فرنسا. في عام 1804 حصل على وسام جوقة الشرف، وبعد ذلك بفترة وجيزة تم اعطاؤه لقب «فارس» من طرف نابليون بونابارت.

## وفاته
توفي جيرارد فان سباندونك في باريس في عام 1822، ودُفِن في مقبرة بير لاشيز.